# Paul Isberg
Paul Otto Isberg (Helsingborg, Escània, 2 de setembre de 1882 - Hammar, Kungälv, Västra Götaland, 5 de març de 1955) va ser un regatista suec que va competir a començaments del segle xx.
El 1912 va prendre part en els Jocs Olímpics d'Estocolm, on va guanyar la medalla d'or en la categoria de 10 metres del programa de vela. Isberg navegà a bord del Kitty junt a Filip Ericsson, Carl Hellström, Humbert Lundén, Herman Nyberg, Harry Rosenswärd, Erik Wallerius i Harald Wallin.